# Mătișești (gmina Horea)
Mătișești – wieś w Rumunii, w okręgu Alba, w gminie Horea. W 2011 roku liczyła 454 mieszkańców.